# Шаква (Кунгурский район)
Шаква — деревня в Кунгурском районе Пермского края в составе Моховского сельского поселения.

## География
Деревня находится в центральной части Кунгурского района у правого берега Сылвы у северо-западной границы Кунгура.

## Климат
Климат умеренно-континентальный с продолжительной снежной зимой и коротким, умеренно-тёплым летом. Средняя температура июля составляет +17,8 0С, января −15,6 0С. Среднегодовая температура воздуха составляет +1,3°С. Средняя продолжительность периода с отрицательными температурами составляет 168 дней и продолжительность безморозного периода 113 дней. Среднее годовое количество осадков составляет 539 мм.

## Население
Постоянное население составляло 269 человек в 2002 году (99 % русские), 231 человек в 2010 году.